# جورجيوس ماكريس
جورجيوس ماكريس (باليونانية: Γιώργος Μακρής)‏ هو لاعب كرة قدم يوناني في مركز الوسط، ولد في 15 نوفمبر 1984 في كافالا في اليونان. لعب مع أنورثوسيس فاماغوستا وأوفي كريت وأوليمبياكوس فولو ونادي أتروميتوس ونادي إيراكليس ونادي باوك ونادي بيزا.

## وصلات خارجية
- جورجيوس ماكريس على موقع الاتحاد الأوربي (الإنجليزية)
- جورجيوس ماكريس على موقع قاعدة بيانات كرة القدم.إي يو (الإنجليزية)
- جورجيوس ماكريس على موقع Soccerway.com (الإنجليزية)